# São Miguel das Matas
São Miguel das Matas é um município brasileiro do estado da Bahia. Sua população é de 10 334 habitantes, segundo o Censo 2022 do IBGE.

## Geografia
O município de São Miguel das Matas está localizado no Vale do Jiquiriçá da Bahia, limitando-se com os municípios de Laje (ao Sul), Amargosa e Elísio Medrado (ao Norte), Varzedo (ao leste) e Santo Antônio de Jesus (ao oeste), tendo população estimada em 2005 de 10 464 habitantes e uma densidade demográfica de 50,55 hab/km², segundo projeção do IBGE.
A sede municipal está a uma altitude média de 293m ao nível do mar, possui as coordenadas geográficas de 13° 03' de latitude sul e 29° 28' de longitude oeste, com área de 207,45 km². A sede do município fica a uma distância de 224 km da capital (Salvador), cujo acesso se faz por pelas vias BR 116 e 324, pela BA 045 via Santo Antônio de Jesus - ferry-boat - Bom Despacho.
O município de São Miguel das Matas está localizado na Microrregião Homogênea de Jequié, na Região de Planejamento do Paraguaçu, e faz parte da Região Administrativa de Amargosa, bem como da Região Econômica do Recôncavo Sul. Possui relevo formado por tabuleiros pré-litorâneos e o tipo climático é de úmido a subúmido, com temperatura média de 23,4°C, que varia entre 28,6°C e 19,6°C. O período chuvoso é entre abril e junho tendo uma pluviosidade anual mínima de 360 mm, média de 989 mm e máxima de 1.579 mm com tem risco de seca média.

## História
Em 1557, D. João III doou a D. Álvaro da Costa, filho do então governador-geral do Brasil, D. Duarte da Costa, "as terras que então se achavam incultas e não povoadas, entre os dois rios do braço do mar: Jaguaripe e Paraguaçu, em 4 léguas de costa na largura e de comprimento, 10 léguas para o sertão e pelos ditos rios acima, que fica tudo em distância de 15 e 16 léguas dessa cidade (Salvador) que lhe passou carta em 16 de janeiro de 1557". Isto incluiu as terras que atualmente correspondem ao município de São Miguel das Matas.
Na segunda metade do século XVII, o rei de Portugal, através de Carta Régia, determinou que se criasse, no fundo da Vila de Maragogipe, a Vila de Jaguaripe, no mesmo local da Freguesia de Nossa Senhora D'Ajuda, existente desde 1613, que somente 80 anos mais tarde, em 27 de dezembro de 1693, foi elevado à categoria de município, o primeiro do Recôncavo Baiano, denominado Vila de Nossa Senhora D'Ajuda de Jaguaripe. Em 1931, foi extinto e anexado ao município de Aratuípe, mas devido a protestos dos moradores, voltou a ser um município no mesmo ano.
Nos limites mais distantes da vila supracitada, pouco depois surgiu a Vila de São Miguel da Aldeia. A denominação do nome Vila de São Miguel da Aldeia está ligado à visita de um caboclo que passara pela região pedindo ajuda para festejar o santo São Miguel Arcanjo, na Vila de Jaguaripe. Por ser uma pessoa desconhecida, os moradores da Vila não ofertaram suas ajudas, sugerindo que o caboclo retornasse à sua vila e trouxesse a imagem do referido santo, a fim de que pudesse confirmar a veracidade da promessa. Durante o retorno à Vila de Jaguaripe, o caboclo foi acometido do vírus da varíola, o que o levou a óbito.
A partir desse fato, em 1765, o lugarejo passou a ser chamado de São Miguel da Aldeia. "São Miguel" em referência ao arcanjo Miguel, e "Aldeia" em referência as leis de proteção às aldeias. As primeiras casas, sedes de fazendas, localizavam-se na antiga Rua de Telha (onde hoje se localiza o Clube Social), e outras se localizavam próximo a estação ferroviária e na entrada principal da cidade, hoje chamado Baixa de Areia.
Em decorrência de uma grande epidemia de varíola que assolou a vila, na década de 1790, o que ocasionou um grande número de mortes, os moradores das fazendas da Baixinha, conhecida como Triângulo, fizeram uma promessa a São Roque, protetor das pestes, construindo posteriormente, em 1802, uma pequena capela em frente ao local onde foram enterradas as vítimas, onde a partir do fim da peste passou a ser o principal local das celebrações religiosas realizadas pelos padres franciscanos de Acaju ou Cajueiro. Os franciscanos utilizavam-se de sermões educativos sobre o modo de plantar, de colher e de beneficiar o cultivo do café, bem como distribuíam sementes aos colonos miguelenses.
Com o desenvolvimento da cultura da mandioca, do café, da cana-de-açúcar, do fumo e da criação de gado, o lugarejo se desenvolvia com pequenas casas comerciais e algumas moradias em torno da Capela de São Roque, fatos que influenciaram a coroa portuguesa a elevar o local a Freguesia de São Miguel da Aldeia. Ato feito através de alvará de 24 de novembro de 1823, quando o imperador D. Pedro I cria a primeira freguesia do império. O arraial de Nova Laje passou a fazer parte da Freguesia de São Miguel da Aldeia, que por integrar ao seu território o novo arraial, passou a ser chamado de São Miguel da Nova Laje, sendo este o quinto distrito da Vila de Jaguaripe.
As disputas de posses de terras eram frequentes e ceifaram a vida de muitos colonos. As leis eram feitas de acordo com a conveniência e influência que cada um tinha perante o governador da província, mesmo sobre a égide da Justiça de Jaguaripe. A representação legal da justiça em São Miguel da Nova Laje era exercida pelo juiz de paz. Na inexistência de alguém que residisse no local e atendesse a todos os requisitos exigidos pelo posto, o vigário assumia essa função. Nesse período, o vigário, o professor e o juiz de paz eram as pessoas mais respeitadas do lugar.
Em São Miguel da Aldeia, os padres jesuítas ajudavam os indígenas da escravidão que os bandeirantes e os sertanistas impunham aos habitantes das aldeias, deslocando-os para longe das rotas dos desbravadores. A topografia das aldeias também contribuía para que os povos indígenas se protegessem dos invasores, que ao perceber a aproximação refugiavam-se nas matas, sobretudo na Mata do Cruzeiro, formando novas aldeias. Em 1758, o Marquês de Pombal autorizou o governador-geral do Brasil a expulsar os jesuítas.
Com a expulsão dos jesuítas da vila de São Miguel da Aldeia, suas terras foram redistribuídas em formas de sesmarias, através do D. Afonso de Portugal e Castro, em 22 de janeiro de 1780. As terras do padre José Ferreira de San Payo foram divididas entre três sesmeiros: José Felix da Motta, Manoel da Motta de Carvalho e Francisco Gonçalves da Motta, que residiam às margens do rio da Dona. Restando apenas aos herdeiros da família do Padre San Payo a sede da fazenda, situada próximo a cidade de Varzedo, no ponto San Payo da antiga estrada de ferro.
Em 24 de novembro de 1823, foi criado um distrito com a denominação de São Miguel, sendo subordinado a Santo Antônio de Jesus. Foi desmembrado de Santo Antônio de Jesus em 1 de junho de 1891, sendo elevado a município com administração autônoma em 8 de junho de 1891, quando foi marcada sua emancipação. Em 31 de dezembro de 1943, foi extinto, tendo seu território anexado novamente a Santo Antônio de Jesus. Por meio de um decreto de 1 de junho de 1944, foi elevado novamente a município, adotando finalmente a denominação de São Miguel das Matas.

## Organização Político-Administrativa
O município de São Miguel das Matas possui uma estrutura político-administrativa composta pelo Poder Executivo, chefiado por um Prefeito eleito por sufrágio universal, o qual é auxiliado diretamente por secretários municipais nomeados por ele, e pelo Poder Legislativo, institucionalizado pela Câmara Municipal de São Miguel das Matas, órgão colegiado de representação dos munícipes que é composto por 9 vereadores também eleitos por sufrágio universal.

### Atuais autoridades municipais de São Miguel das Matas
- Prefeito: Valdelino de Jesus Santos "Baleia" - PSDB (2021/-)[16]
- Vice-prefeito: Gilson da Silva Andrade "Gilson da Saúde" - PSDB (2021/-)[16]
- Presidente da Câmara: José Gomes Vieira - PSDB (2021/-)[17]

## Infraestrutura

### Saúde
O município conta com o Hospital Ademário Vilas Boas, um estabelecimento privado que presta serviços gratuitos de cirurgias e internamentos por meio de uma pactuação com a Secretaria Municipal de Saúde e com o Sistema Único de Saúde (SUS), e quatro postos de saúde, sendo um localizado na zona urbana e três na zona rural. A existência de apenas uma instituição privada para atender urgências e emergências na cidade fez com que, por diversas vezes, moradores do município precisassem se deslocar para cidades vizinhas, nas ocasiões em que a unidade fechou por conta de questões administrativas e/ou políticas.
Em agosto de 2009, quando era chamado de Policlínica São Miguel, o estabelecimento chegou a ficar com seus serviços reduzidos por quase um mês. Na época, o ex-prefeito Reinaldo Sandes anunciou que a então Policlínica São Miguel estava suspendendo alguns atendimentos e corria risco de ser fechada devido a cortes nos repasses de Autorizações de Internação Hospitalar (AIH) do SUS por parte da prefeitura, acusando inclusive o prefeito Teté de praticar "perseguição política" contra o estabelecimento, que pertencia a ele. Em entrevista ao portal Criativa Online em 25 de agosto, o secretário de saúde Kledson Mota afirmou que os laudos não autorizados eram de pacientes de municípios que não tinham pactuação com a policlínica, em conformidade com uma orientação do SUS.
O prefeito Teté, por sua vez, justificou os cortes afirmando que a policlínica deixava de atender pacientes por falta de médicos, e prometeu que a prefeitura iria iniciar ainda em 2009 as obras de um Hospital Municipal por meio de recursos iniciais de R$ 200 mil, o que não ocorreu. A policlínica só retomou os serviços que estavam suspensos em 19 de setembro, com apoio da 29ª Diretoria Regional de Saúde do governo estadual, sediada em Amargosa.
Em 3 de agosto de 2013, com problemas administrativos e estruturais, a Policlínica São Miguel passou a ser administrada pela Fundação José Silveira. A administração seguiu até janeiro de 2015, quando o estabelecimento voltou a paralisar suas atividades. Desta vez, o espaço ficou inutilizado até 19 de setembro de 2018, quando foi reinaugurado como Hospital São Miguel, sob administração da União Comunitária dos Médicos da Bahia.

### Segurança pública
São Miguel das Matas conta com um complexo policial e um pelotão de Polícia Militar (3º Pelotão da 99ª Companhia Independente de Polícia Militar).

### Educação
A cidade conta com 17 escolas públicas municipais e o Colégio Estadual Aldemiro Vilas Boas. Além disso, existem duas escolas privadas, a Escola Pingo de Gente e a Escola Dinâmica.

#### Escolas municipais
- Creche Escola Vovó Joana
- Escola Municipal de 1° Grau Jonival Lucas
- Escola Municipal Antônio de Souza Andrade
- Escola Municipal Professora Marineide Regina Santos Sousa
- Escola Municipal Doutor Lomanto Júnior
- Escola Municipal Eraldo Tinoco
- Escola Municipal Humberto Castelo Branco
- Escola Municipal Iza Marta
- Escola Municipal José Marcelino
- Escola Municipal Laudelina Vilas Boas
- Escola Municipal Leovigildo Bitencourt
- Escola Municipal Manoel Honorato Fonseca
- Escola Municipal Manoel Josino Bitencourt
- Escola Municipal Monteiro Lobato
- Escola Municipal Padre Gilberto Vaz Sampaio
- Escola Municipal Professora Marlene Santos
- Escola Municipal São Vicente
- Escola Municipal Vereador Esmeraldo Barreto

### Comunicações
O município de São Miguel das Matas conta com serviços de telefonia móvel da Claro e da Vivo. O município comportou uma estação de televisão repetidora (canal 13 analógico), da TV Subaé de Feira de Santana, afiliada à TV Globo, operada através de uma torre do IRDEB instalada na cidade. Em fevereiro de 2023, foi ativada a estação repetidora digital do programa Digitaliza Brasil, retransmitindo a programação das emissoras TV Subaé (canal 13.1), TV Brasil (canal 2.1) e TV Câmara (canal 9.1). Com a implantação do sinal digital, a repetidora analógica foi desligada em 15 de julho. São Miguel das Matas conta também com duas provedoras de internet: News Telecom e MMA Telecom.

### Transportes
São Miguel das Matas conta com serviços de transporte coletivo da cooperativa Coopersaj, com linhas para outros municípios da região, além de linhas de ônibus das empresas Cidade Sol, Jauá e Rota. A cidade também já comportou uma estação ferroviária. Em 2 de fevereiro de 1892, foi inaugurada a Estação Ferroviária de Nazaré, que funcionou até 1967, quando, sob protestos, foi desativada.

### Estrutura esportiva
Existem, na cidade, o Estádio Municipal Odílio Fernandes de Souza, a Quadra Municipal José Francisco de Andrade (ambos localizados no bairro do Onha) e duas quadras poliesportivas na Praça Orlando Spínola, sendo uma delas coberta.